# Marghera

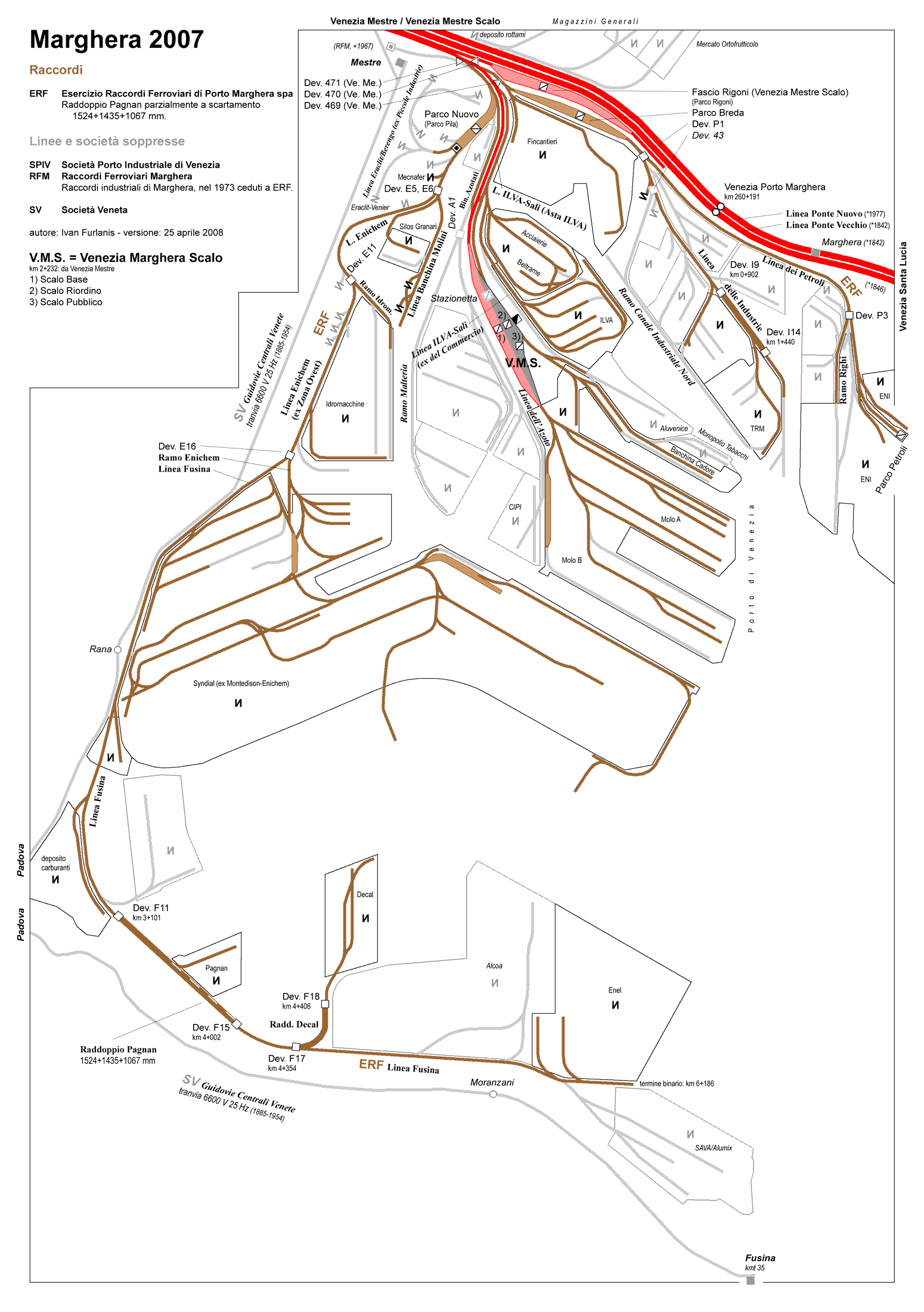
Eisenbahn mit Gleisanschlüssen im Industriehafen Porto Marghera (2007)

Marghera ist ein auf dem Festland gelegener Stadtteil der Stadt Venedig mit 16.922 Einwohnern (Stand 31. Dezember 2024). Marghera und das benachbarte Mestre werden wegen ihrer industriellen Prägung als die „hässlichen Schwestern“ von Venedig bezeichnet. Marghera bildet mit anderen Vororten auf der Terraferma den gleichnamigen Stadtbezirk Marghera und gilt als das größte Industriegebiet Italiens.

## Geschichte
Ende des 19. Jahrhunderts war es für Venedig aufgrund seiner geografischen Lage nicht möglich, ein industrielles Zentrum mit einem geeigneten Hafen aufzubauen, daher fasste man ein Gebiet auf dem benachbarten Festland ins Auge.  1917 wurde die Fraktion Marghera der Gemeinde Mestre nach Venedig eingemeindet und der Società Porto Industriale übergeben. Die Ziele der Gesellschaft waren der Bau eines Handelshafens, eines Industriehafens und eines neuen Stadtviertels im Hinterland. Bald schon übersiedelten viele Einwohner Venedigs und des Umlandes in das wirtschaftlich florierende Gebiet. Im Hafen Marghera siedelten sich Unternehmen der Metallverarbeitung, der Großchemie und des Schiffbaus an. Zwischen der Stazione Marittima und dem Hafen entstand 1922 der Canale Vittorio Emanuele II., im folgenden Jahr der Canale Nord und der Ölhafen, schließlich der Canale Brentello. 
Das Wohngebiet wurde ursprünglich als Gartenstadt gedacht, laut den Konzepten von Ebenezer Howard. Aus Mangel an finanziellen Mitteln konnten die Pläne vom italienischen Ingenieur Pietro Emilio Emmer nicht umgesetzt werden. Im Zweiten Weltkrieg war Marghera ein Ziel amerikanischer Bombenangriffe, was jedoch in den folgenden Jahren die Entwicklung der Industrie und des Hafens nicht behinderte.

## Gegenwart
Der einstmals „graue“ und durch die Chemieindustrie stark belastete Stadtteil bemüht sich in den letzten Jahren, die Lebensqualität seiner Bewohner zu verbessern. Die misslungene Gartenstadt besitzt trotz alledem manche Grünanlagen und Alleen.
Das Hafen- und Industriegebiet ist 14,47 Quadratkilometer groß, hinzu kommen 6,62 Quadratkilometer Verkehrswege wie Kanäle, Straßen und Gleisanlagen. Die Uferlänge der Kaianlagen beträgt 12 Kilometer. Es gibt Liegeplätze für Schiffe mit einem Tiefgang von bis zu 11,5 Meter. Der Güterumschlag betrug im Jahr 2016 rund 25 Millionen Tonnen.
Das Kreuzfahrtterminal Venedigs befindet sich nicht in Marghera, sondern bei der Altstadt Venedigs, unweit des Bahnhofs Santa Lucia. Bei Bedarf steuerten Kreuzfahrtschiffe auch Marghera an, insbesondere das Terminal bei Fusina, an dem hauptsächlich der Fährverkehr abgewickelt wird. Seit dem 1. August 2021 ist dies bei großen Kreuzfahrtschiffen (über 25.000 BRT oder mit einer Länge über 180 m und einer Höhe über 35 m) die Regel, da diesen die Einfahrt in die Lagune seither verboten ist.
In Marghera befindet sich eine Werft des Schiffbauunternehmens Fincantieri, das dort Kreuzfahrtschiffe baut.

## Umweltbelastung
Das Industrie- und Hafengelände von Marghera gehört wegen seinen hohen Umweltbelastungen zu den Arealen in Italien, deren Umweltsanierung von nationalem Interesse (it. Siti di interesse nazionale (SIN)) ist. Das davon betroffene Areal hat eine Größe von 1618 Hektar, auf dem sich petrochemische und metallverarbeitende Anlagen, wie Raffinerien und Stahlwerke befinden. Der Boden des Areals ist mit Schwermetallen und Polycyclischen aromatischen Kohlenwasserstoffen belastet, die auch das Grundwasser verschmutzen. Letzteres ist zusätzlich durch Chlorkohlenwasserstoffverbindungen belastet.
Bis 2013 war das Areal des „SIN“ noch über 5000 Hektar groß, wovon 2200 Hektar in der Lagune lagen. Durch eine entsprechende Gesetzesänderung wurde es auf die aktuelle Größe reduziert. Nach Aussagen von Legambiente wurde bis in die 1970er Jahre jährlich etwa 22.000 Tonnen Giftmüll in die Lagune geschüttet und später auf dem Land in illegalen Mülldeponien vergraben. Noch bis Ende der 1990er Jahre wurden jährlich 53.000 Tonnen Giftstoffe aus den fast 1500 Schornsteinen in die Luft geblasen. Das Gelände ist mit Arsen, Cadmium, Selen, aber auch mit Dioxinen belastet. Verschiedene Verbände kritisierten im Januar 2025, dass die seit 1998 laufende Sanierung des Geländes hinausgeschleppt wurde und erst 21 % der belastenden Böden und sogar nur 0,1 % des Grundwassers saniert worden seien.

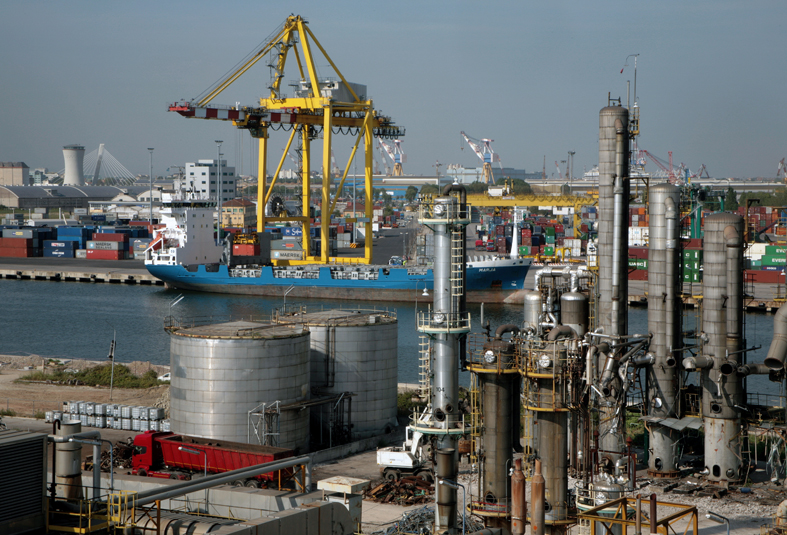
Porto Marghera
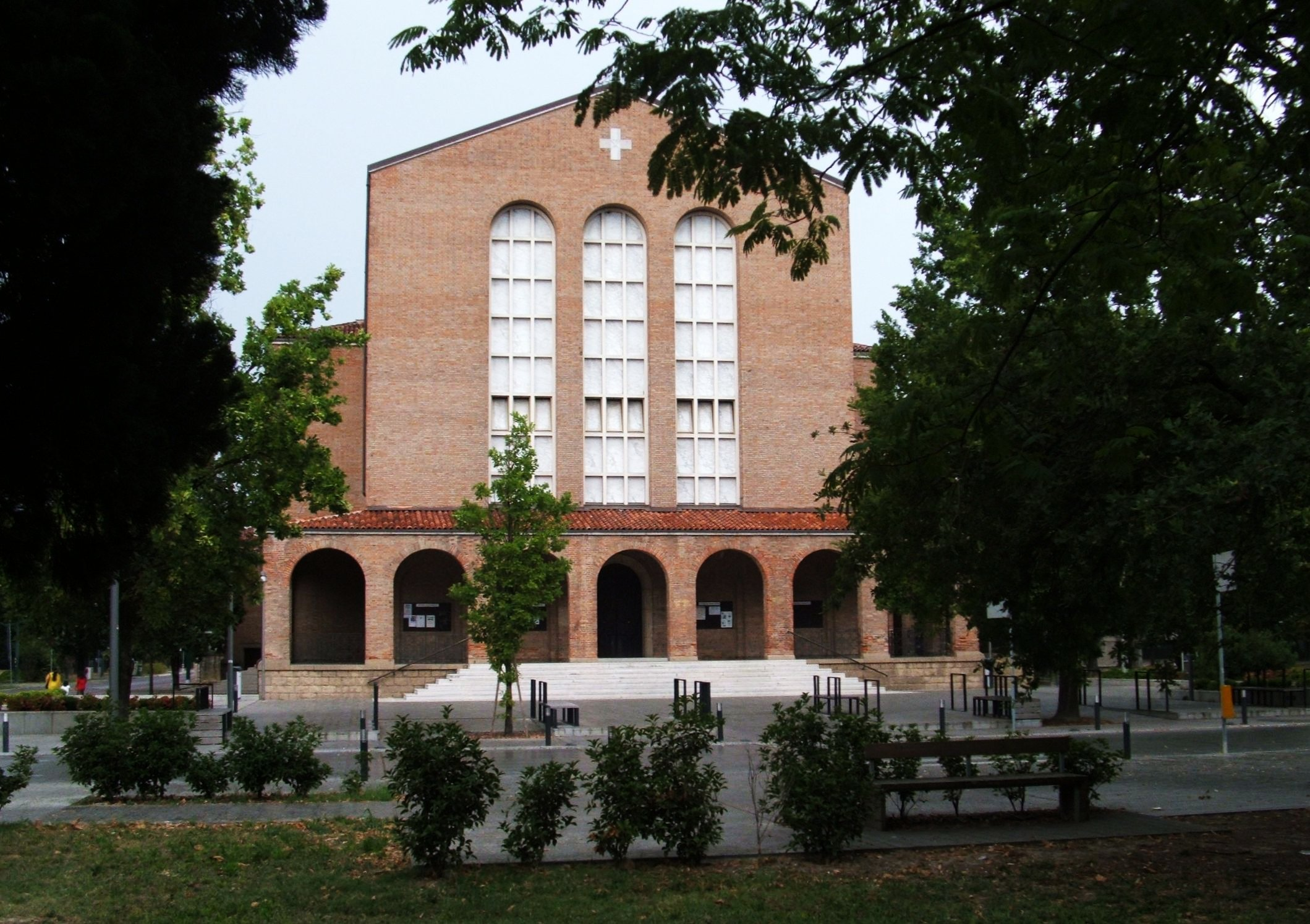
Pfarrkirche Sant’Antonio
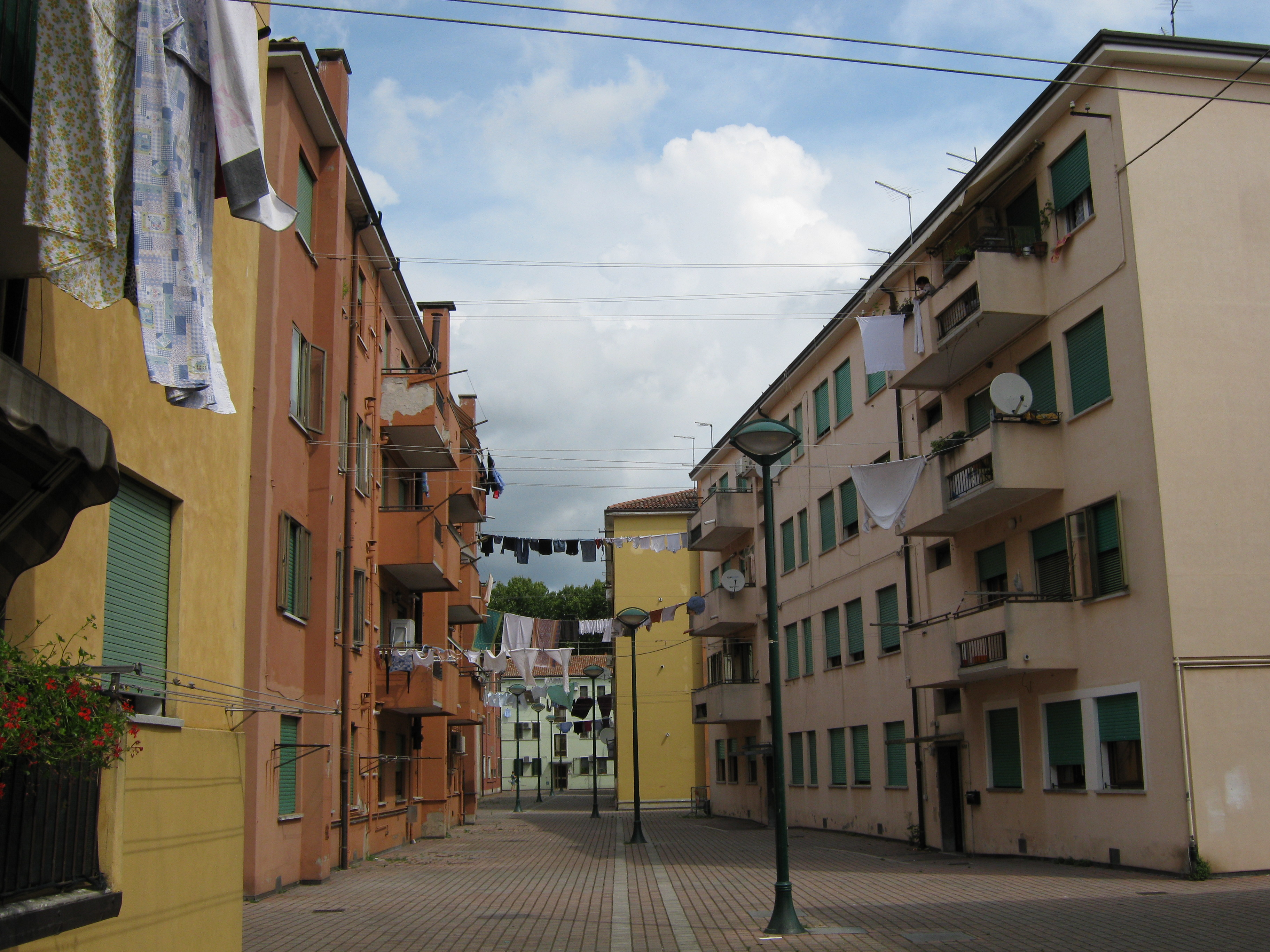
Sozialwohnungen
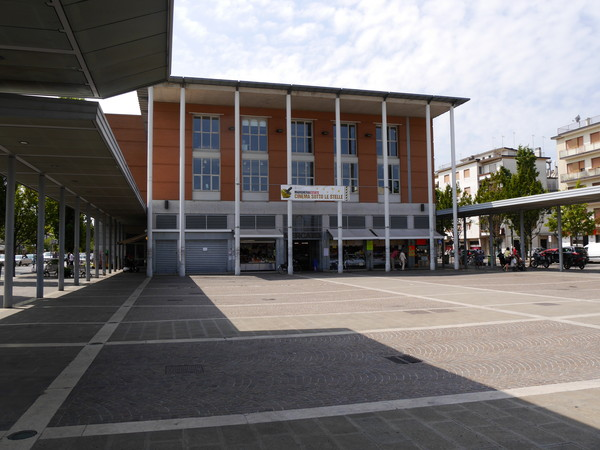
Stadtbibliothek
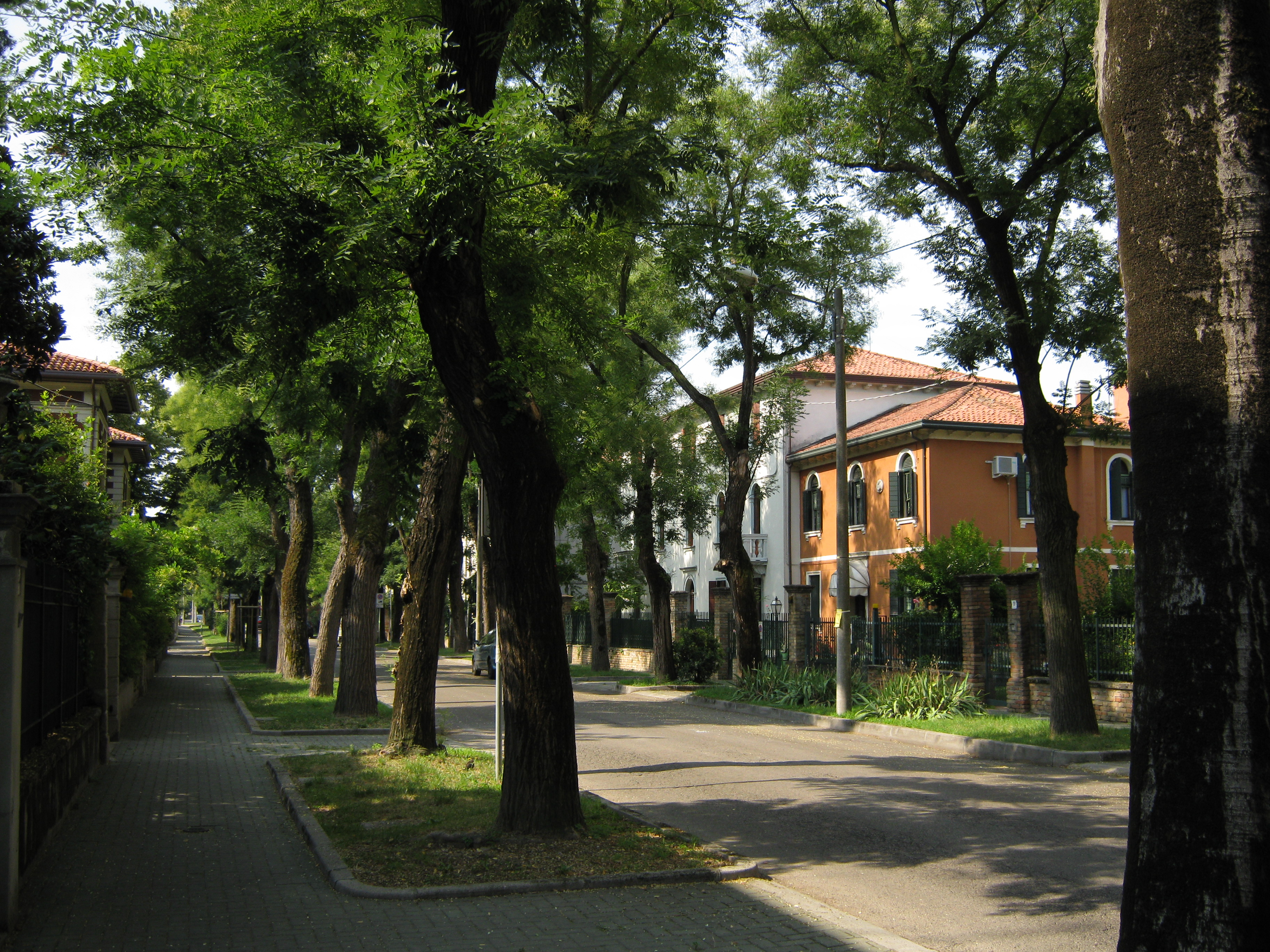
Wohngebiet